# Steinerne Renne

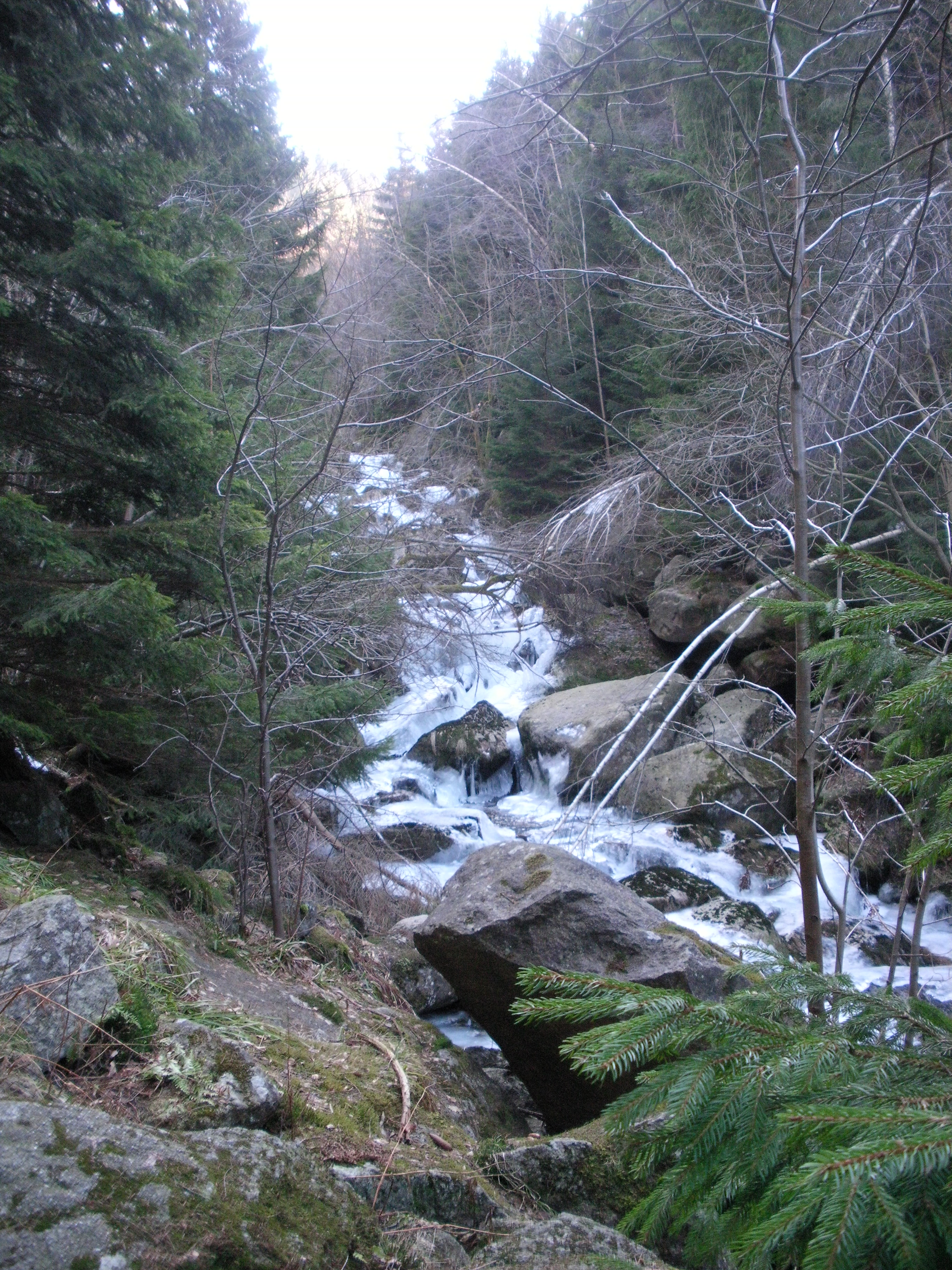
Die vereiste Steinerne Renne im März

Die Steinerne Renne ist ein als Naturdenkmal ausgewiesener, schluchtartiger und etwa 2,5 km langer Talabschnitt der Holtemme bei Hasserode im Harz im Landkreis Harz, Sachsen-Anhalt. Ein in der Nähe liegender Bahnhof an der Harzquerbahn trägt ebenfalls diesen Namen.

## Geografische Lage

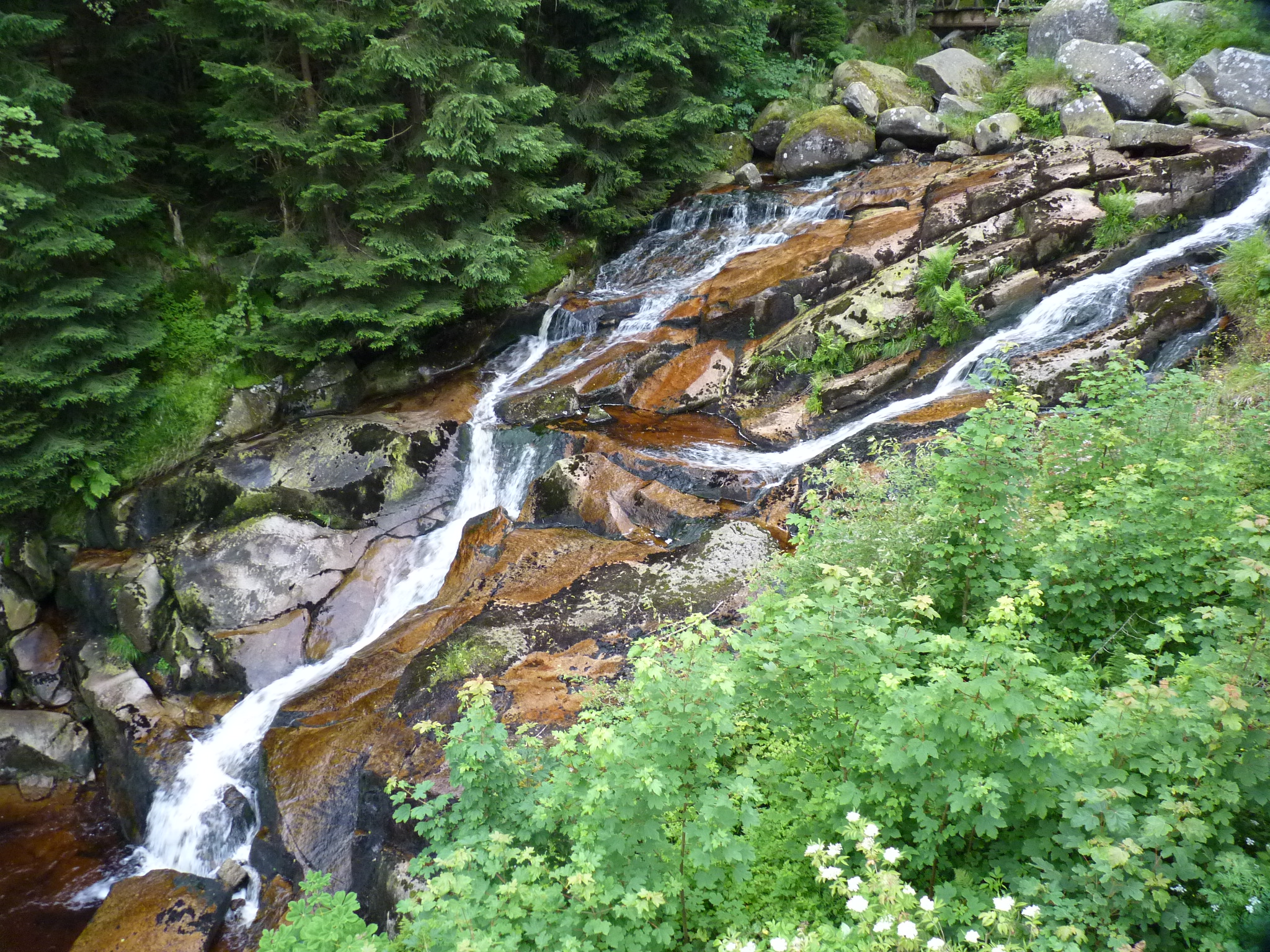
Der Fluss Holtemme rauscht durch einen Abschnitt der Steinernen Renne

Die Steinerne Renne liegt östlich des Nationalparks Harz im Naturpark Harz/Sachsen-Anhalt. Sie erstreckt sich südwestlich des Wernigeröder Stadtteils Hasserode in einem bewaldeten Talabschnitt am Oberlauf der Holtemme zwischen dem etwas entfernten Renneckenberg (östlicher Nachbar des Brocken) etwa im Südwesten, zwischen dem Bielstein (ca. 525 m ü. NN) im Norden und dem Höhenzug Hippeln mit dem Kontorberg (556,1 m) im Süden.
In der Schlucht wechseln sich zahlreiche kleine Wasserfälle und Stromschnellen der Holtemme in ihrem von Granitgestein und -felsen durchsetzten Flussbett mit ruhigeren Flussabschnitten ab. Der unterhalb des Hannekenbruchs befindliche Schluchteingang liegt auf etwa 550 m ü. NN und der Schluchtausgang unterhalb des Bahnhofs Steinerne Renne auf rund 300 m ü. NN, womit sich zirka 250 m Höhenunterschied ergeben. In die Steinerne Renne mündet linksseits auf 395 m Höhe die Kleine Renne.
In der Schlucht steht oberhalb einer 519,5 m hoch gelegenen Flussstelle das Waldgasthaus und Hotel Steinerne Renne. Zudem stand früher in der Schlucht etwas östlich einer über die Holtemme führenden Wegbrücke (346 m) unterhalb des Felsens Silberner Mann die Gaststätte Am Silbernen Mann.

## Geschichte und Wandern

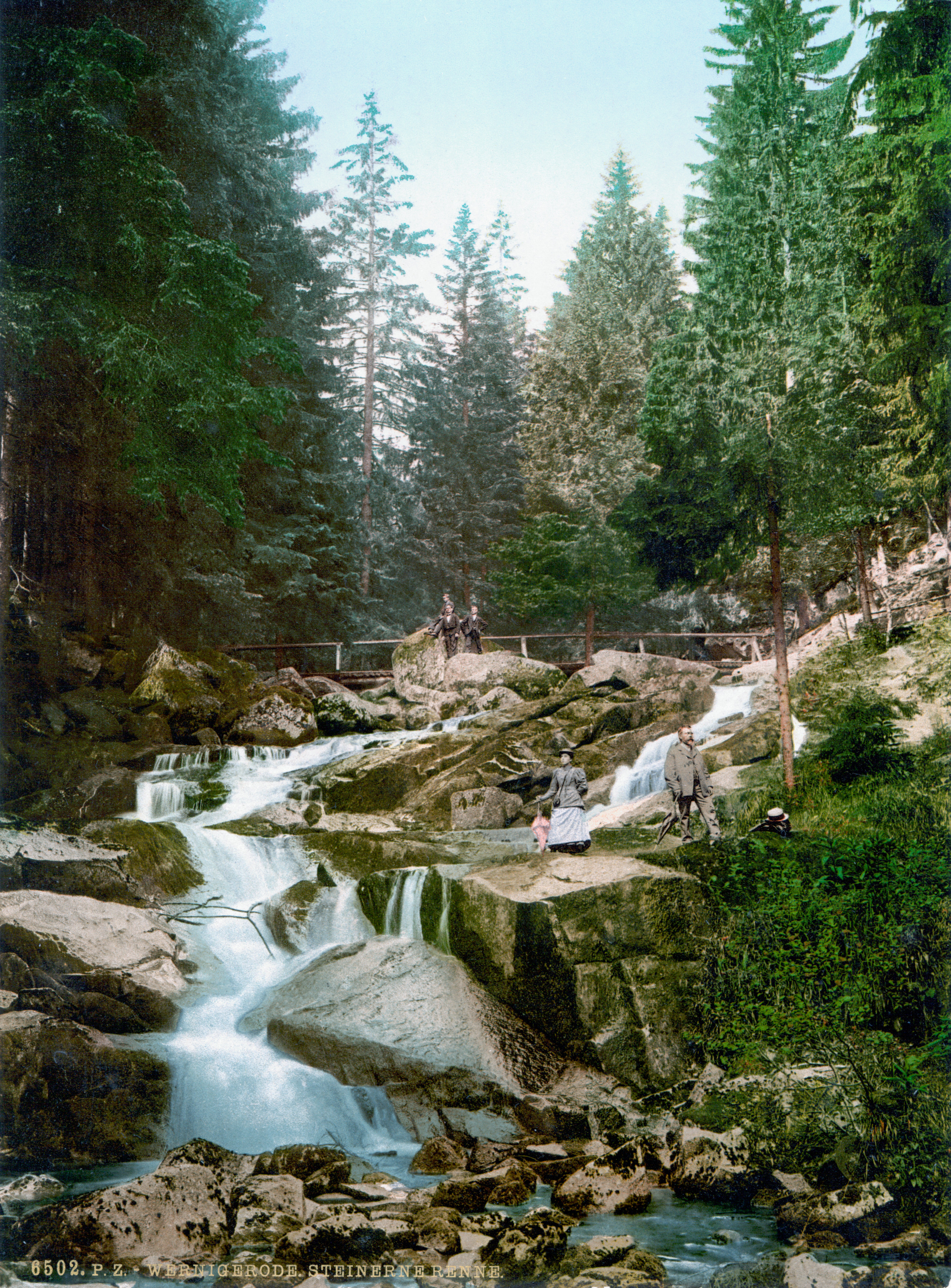
Steinerne Renne um 1900

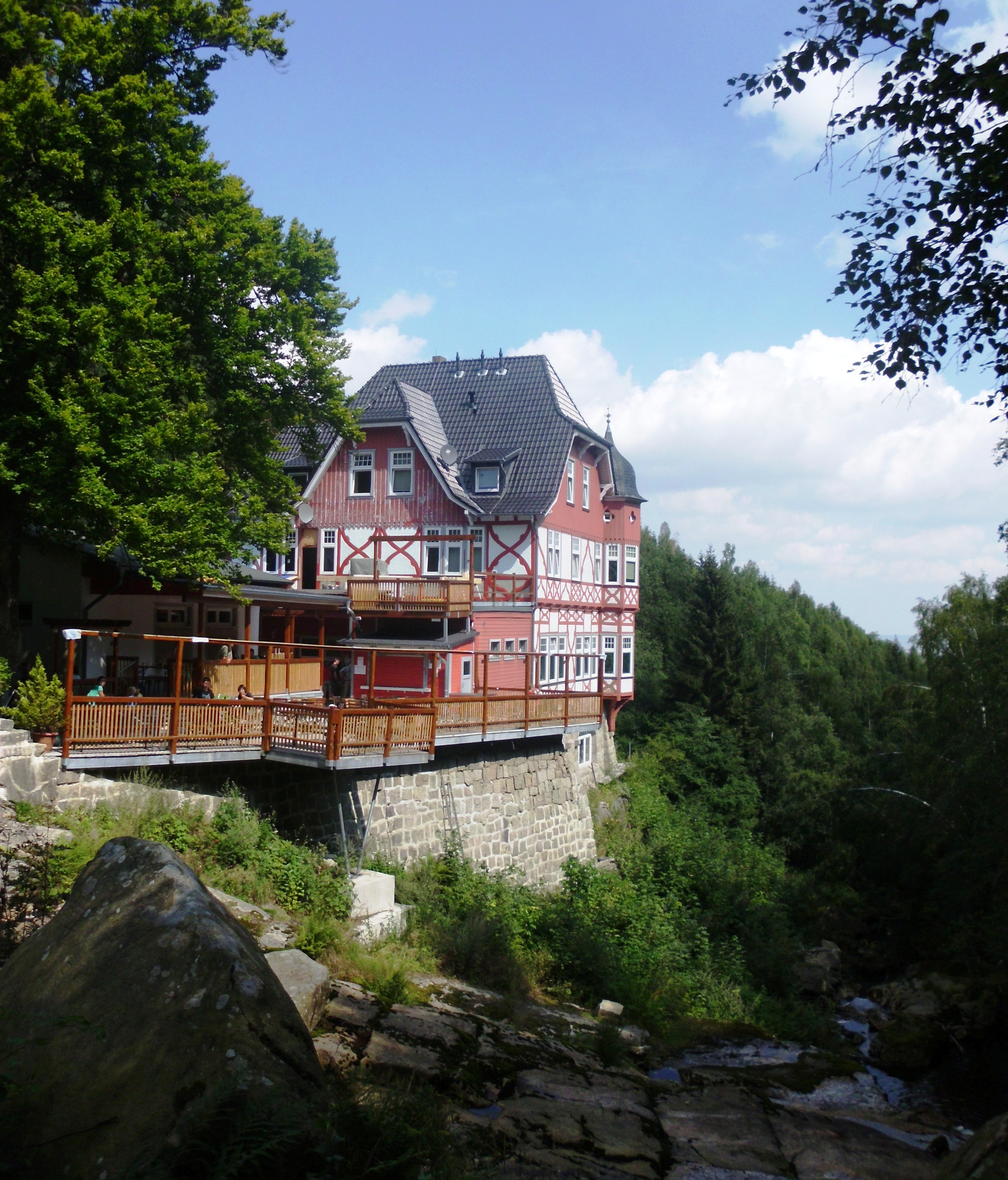
Waldgasthaus Steinerne Renne

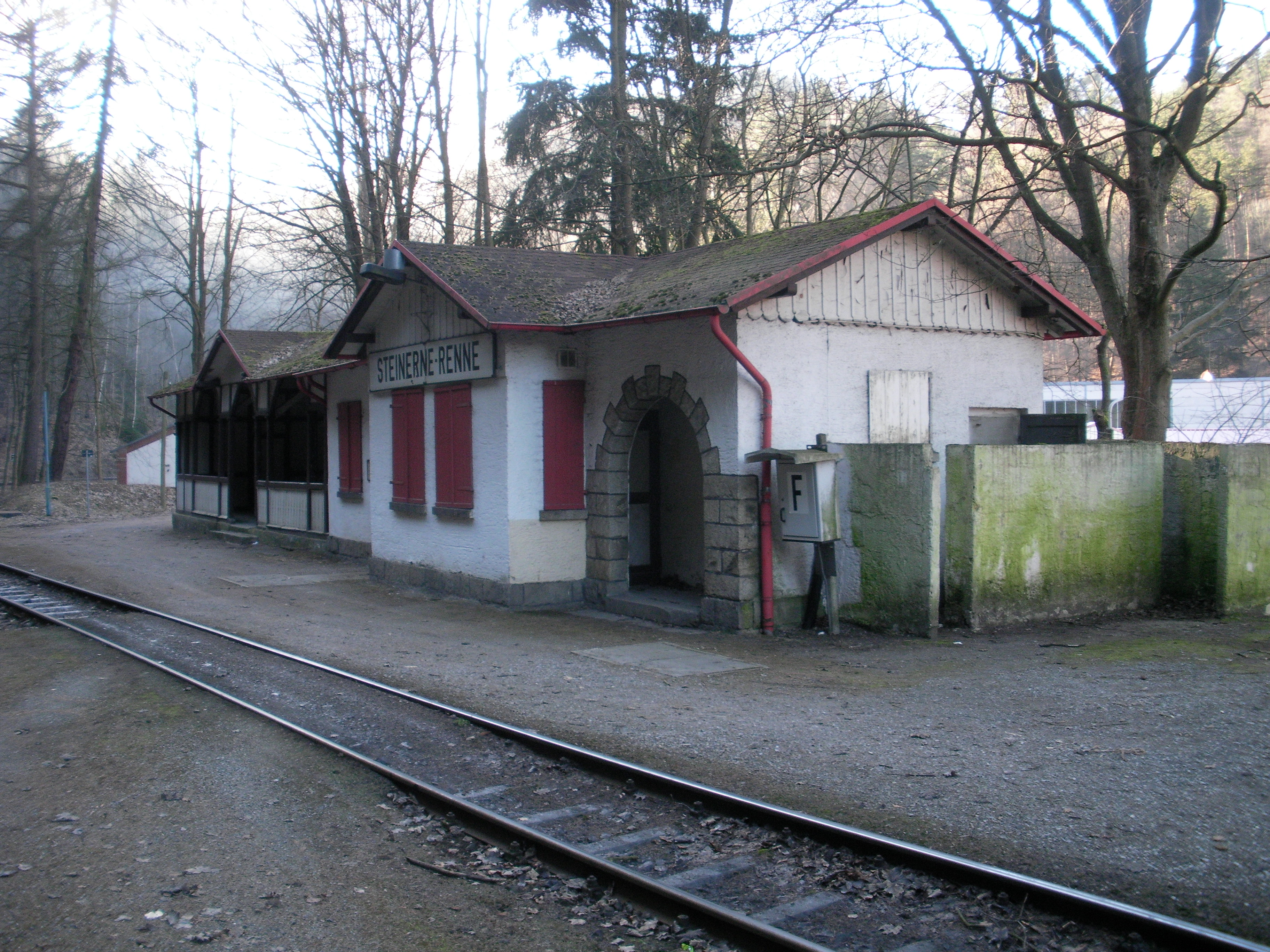
Bahnhof Steinerne Renne

Als Steinrenne oder steinerne Rinne wurde dieses Naturschauspiel bereits in der frühen Neuzeit bezeichnet. Mit dem Aufkommen des Tourismus in der Mitte des 19. Jahrhunderts entwickelte sich die Steinerne Renne zu einer der meistbesuchten Schönheiten des Harzes. Beim Bau der Harzquer- und Brockenbahn wurde der Bahnhof Steinerne Renne angelegt.
Am 5. Mai 1868 wurde mit dem Gastwirt Heinrich Schwanecke in Hasserode und der Kammer von Graf Otto zu Stolberg-Wernigerode ein Pachtvertrag zum Aufbau eines Gasthauses an der Steinernen Renne unterhalb der obersten Brücke auf dem linken Ufer des Flusses bis zum Jahresende 1879 abgeschlossen. Die Pacht sollte die ersten sechs Jahre 10 Taler, dann jedoch 20 Taler pro Jahr betragen.
Von diesem Pachtvertrag nichts wissend, stiftete der am 7. Februar 1869 in Berlin verstorbene Kaufmann und Stadtrat Ferdinand Ahrens aus Wernigerode in seinem Testament dem Magistrat der Stadt Wernigerode ein Legat von 50 Talern, um damit an der Steinernen Renne ein kleines Blockhaus zum Schutz gegen Unwetter errichten zu lassen. Dieses gestiftete Geld floss in den Bau eines kleinen Blockhauses an den Renneklippen ein. In der Bevölkerung wurde das neue Ausflugsziel sehr gut angenommen, so dass Schwanecke bereits am 12. November 1871 einen Antrag auf Erweiterung des Gasthauses stellen musste, da es besonders bei Regen zu klein sei, um alle Gäste aufnehmen zu können. Dieser Antrag wurde genehmigt.
Heinrich Schwanecke starb am 2. April 1878 und es fand sich der Bahnhofsinspektor außer Dienst C. A. Reps, der die Pacht für 750 Mark jährlich übernehmen wollte. Graf Stolberg entschied jedoch, dass die Pacht der Schwiegersohn Schwaneckes, Gastwirt Hesselbarth in Hasserode, übernehmen sollte, da der Sohn desselben, Gustav Schwanecke, bereits als Pächter des Brockenhotels völlig ausgelastet war. Als Pachthöhe wurden die von Hesselbarth gebotenen 600 Mark akzeptiert. Hesselbarth stellte 1886 einen Antrag auf Vergrößerung des Gasthauses, der genehmigt wurde. Doch bereits 1897 erwies sich das Gebäude erneut als zu klein. Der Erweiterungsbau wurde zwischen 1898 und 1899 durchgeführt. In dieser Zeit starb Hesselbarth und seine Frau Friederike und sein Sohn Hans Hesselbarth vollendeten den Bau für ca. 63.000 Mark.
Nach dem Tod von Hans Hesselbarth musste 1912 das inzwischen zum Hotel aufgewertete Gasthaus Steinerne Renne verkauft werden. Es wurde vom Kurhausdirektor Carl Koch aus Lüneburg für 110.000 Mark erworben. Durch den Ersten Weltkrieg sank der Besucherverkehr drastisch und Carl Koch hatte kaum Einnahmen. Bis 1956 blieb das Hotel im Familienbesitz und wurde dann als HO-Hotel und -Gaststätte betrieben. 1971 erfolgte der Verkauf an das Kombinat VEB Elektro-Apparate-Werke Berlin-Treptow „Friedrich Ebert“. Das Gebäude diente als Betriebsferienheim mit öffentlicher Gaststätte. Beim Umbau des Gebäudes wurde durch die Anlage einer Klärgrube auch der Wanderweg zur Gaststätte, der direkt auf der nördlichen Seite der Holtemme am Wasserfall vorbeiführte, unpassierbar. Jetzt führt der Wanderweg entlang des südlichen Ufers. Das Waldgasthaus und Hotel Steinerne Renne ist heute als Nr. 28 in das System der Stempelstellen der Harzer Wandernadel einbezogen. Die Schlucht kann gänzlich durchwandert werden.

## Wasserkraftwerk Steinerne Renne

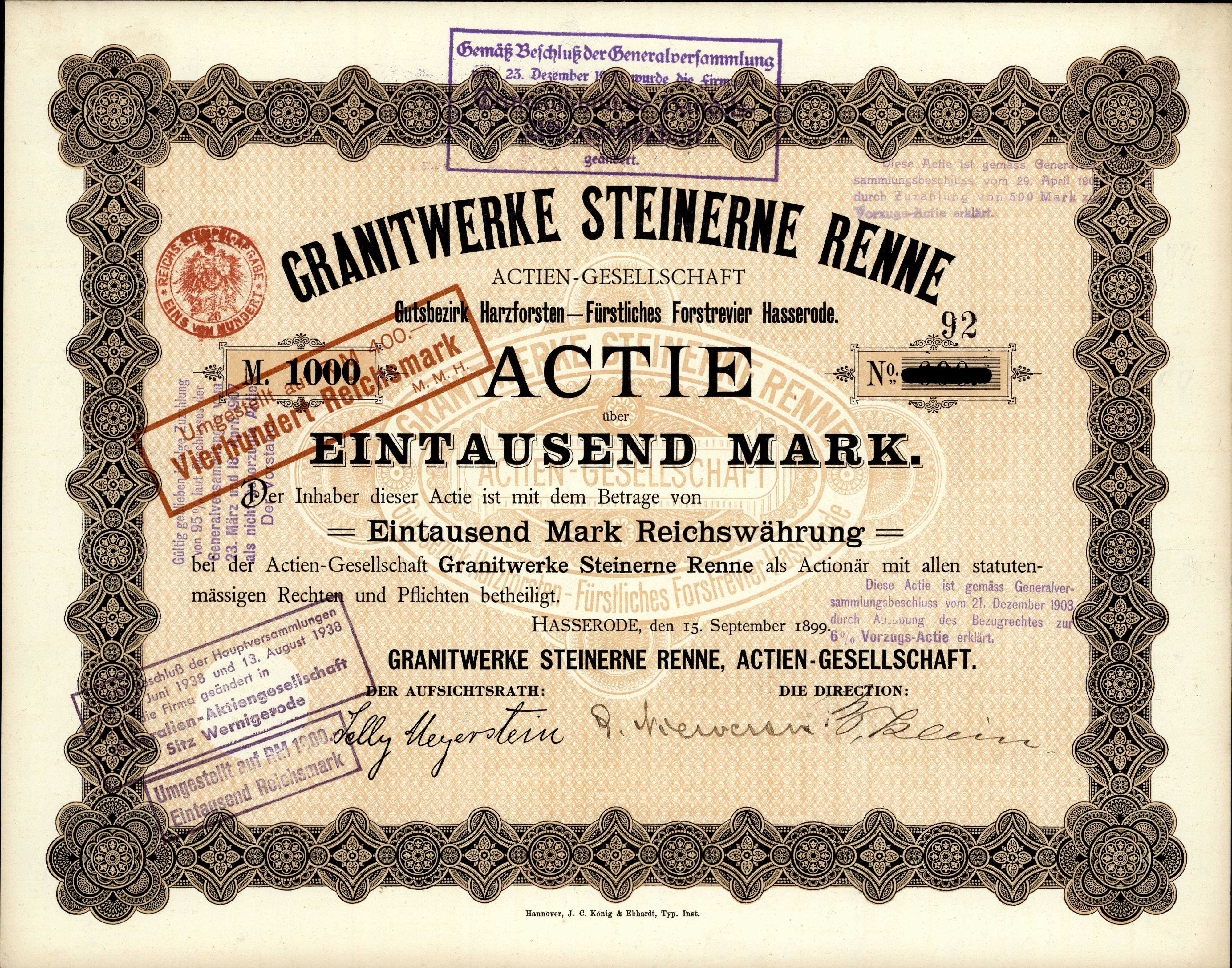
Aktie über 1000 Mark der Granitwerke Steinerne Renne AG vom 15. September 1899

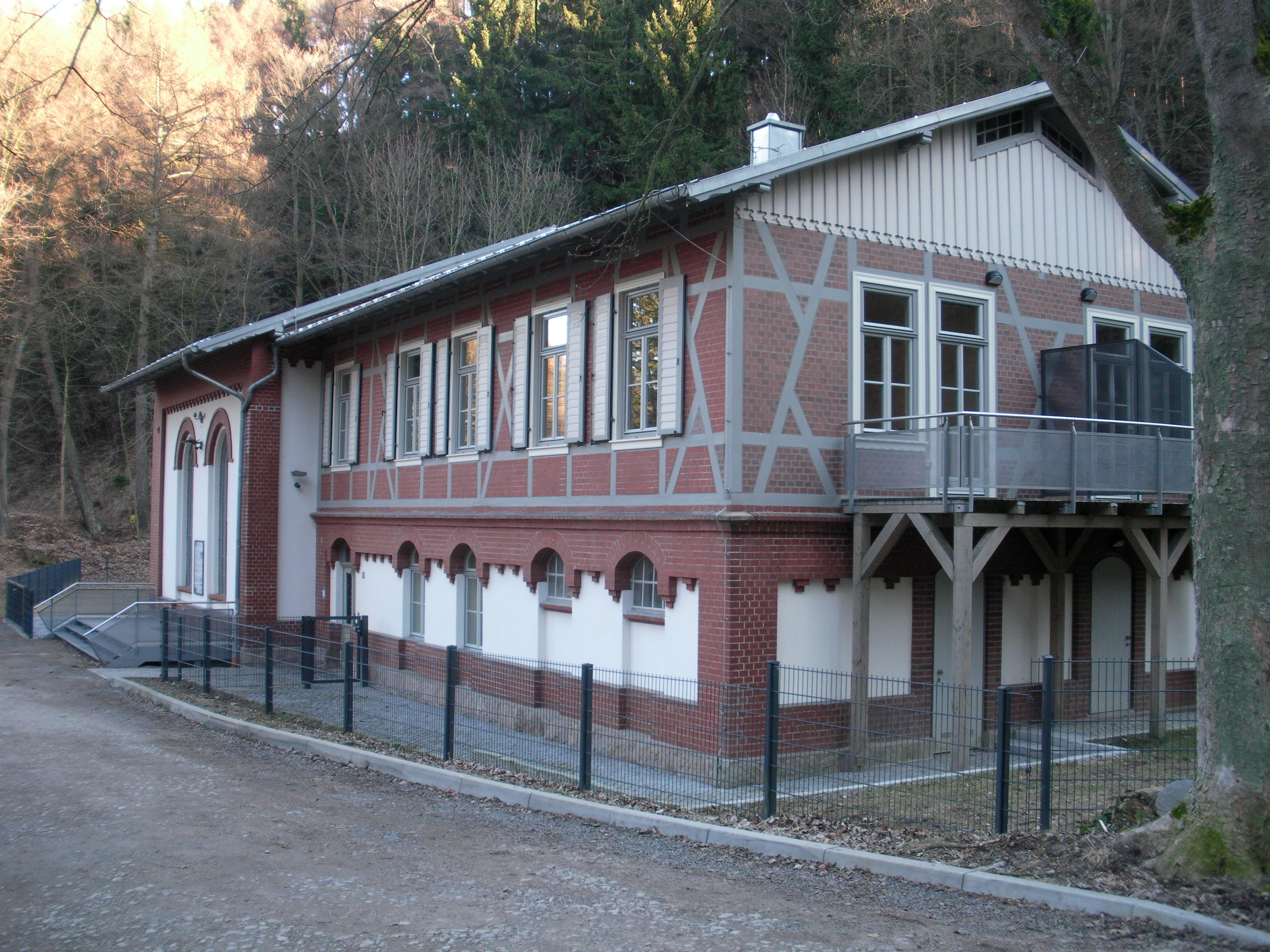
Wasserkraftwerk

Nahe dem Schluchtausgang steht neben dem Bahnhof Steinerne Renne das 1899 in Betrieb genommene gleichnamige Wasserkraftwerk, das zur Stromversorgung des damals errichteten Schotter- und Granitwerks der Granitwerke Steinerne Renne AG diente. Es ging 1943 in den Besitz der Stadt Wernigerode über, die es für die Energieversorgung des Stadtteils Hasserode nutzte. Ab 1945 wurde es durch das VEB Energiekombinat Magdeburg, später durch den VEB Instandsetzungsbetrieb für Batterien und Flurfördergeräte betrieben. Nach dessen Privatisierung als WERBAT GmbH wurde das Kraftwerk 1995 an einen Privateigentümer veräußert. 2002 wurde es wieder an die Stadt zurückverkauft, die es heute als technisches Denkmal betreibt.
Das Wasser wird im Wald aus dem kleinen Becken eines Wehres unterhalb des Gasthauses Steinerne Renne über einen etwa 1,7 km langen geschlossenen Kanal zum Rechenhaus geleitet, wo Treibgut ausgesiebt wird. Hinter dem Kanalende fällt es durch eine etwa 160 m lange Druckrohrleitung zum Kraftwerk ab. Darin werden mit zwei Pelton-Turbinen, von denen eine aus der Erbauungszeit stammt, jährlich rund eine Million Kilowattstunden elektrischer Strom erzeugt.

## KZ-Außenlager
Auf dem Gelände des ehemaligen Granit- und Schotterwerks, das seit 1944 als Ziegelwerk Steinerne Renne und für den Bau von Teilen für Flugzeugtriebwerke genutzt wurde, entstand ein dem KZ Mittelbau-Dora unterstelltes Außenlager, in dem zunächst französische, belgische und italienische Zwangsarbeiter, dann 500 Häftlinge aus dem bisherigen KZ-Außenkommando am Veckenstedter Weg in Wernigerode zum Einsatz kamen, die einen Tag vor der Besetzung des Lagers durch amerikanische Truppen am 10. April 1945 auf einen Todesmarsch nach Leitmeritz geschickt wurden.